# Gervasia Abeilhé y Rivera
Gervasia Abeilhé y Rivera (Santander, m. novembre de 1884), anomenada també Gervasia Abeilhé de Hita, va ser una pintora espanyola.
Va ser pintora per afició, segons Manuel Ossorio y Bernard. Va Participar a l'Exposició Pública de Pintures celebrada el 1859 a la ciutat de Santander, on va presentar dos quadres de la seva autoria. Va estar casada amb un interventor del ministeri d'Hisenda, Félix de Hita. Va morir el novembre de 1884 a causa d'un atac cerebral.